# Federació Ivoriana de Futbol
La Federació Ivoriana de Futbol (FIF) —en francès: Fédération Ivoirienne de Football— és la institució que regeix el futbol a Costa d'Ivori. Agrupa tots els clubs de futbol del país i es fa càrrec de l'organització de la Lliga ivoriana de futbol i la Copa. També és titular de la Selecció de futbol de Costa d'Ivori absoluta i les de les altres categories.
Va ser formada el 1960.
- Afiliació a la FIFA: 1964
- Afiliació a la CAF: 1965[2]